# بلکبرن شمالی، ویکتوریا
بلکبرن شمالی (به انگلیسی: Blackburn North) یک حومه شهر در استرالیا است که در ویکتوریا (استرالیا) واقع شده‌است.